# 아하가르산맥
아하가르산맥(투아레그어: idurar uhaggar)은 알제리 남부의 사하라 사막에 있는 산괴(山塊)이다. 호가르산맥이라고도 한다.
알제리의 수도 알제의 남쪽 대략 1500km에 위치한다.
이 일대는 해발고도 평균 800m 이상의 암석 사막이고, 최고봉은 타하트산(3,003m)이다.

## 갤러리

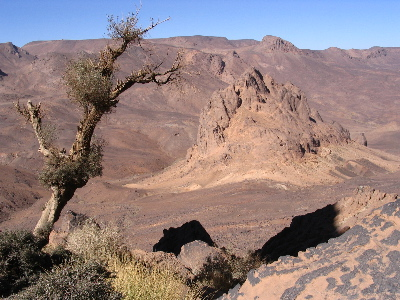
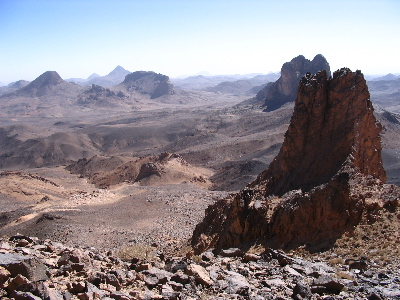
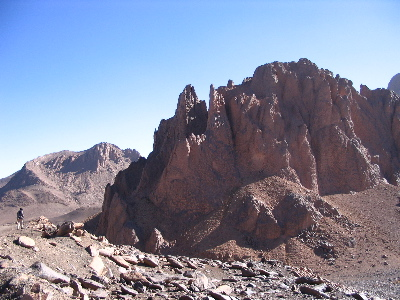
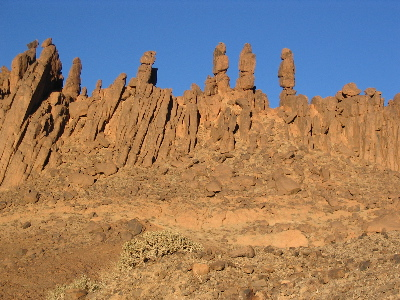
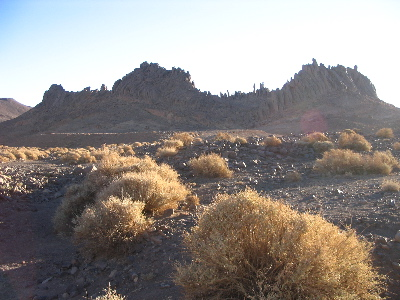
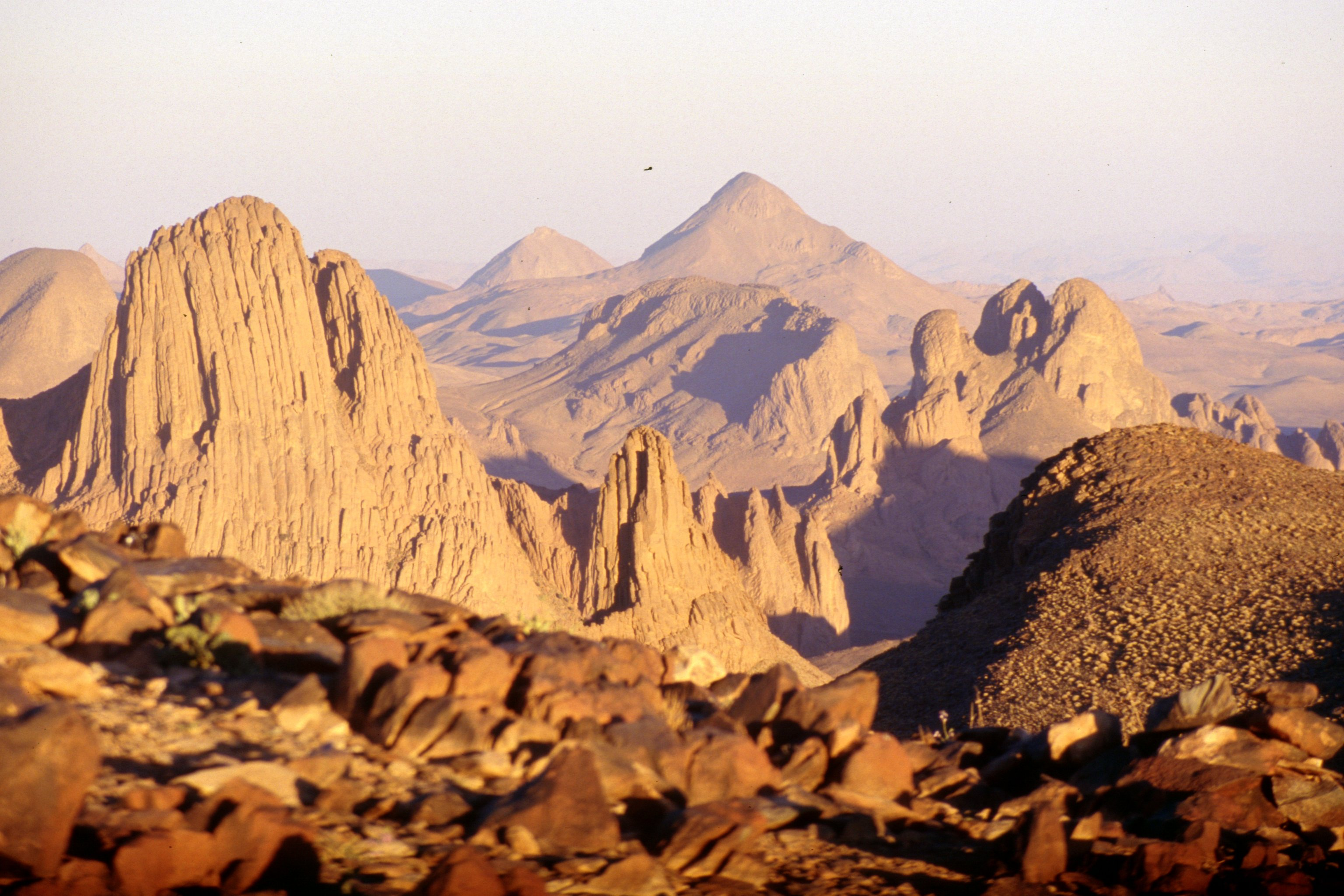
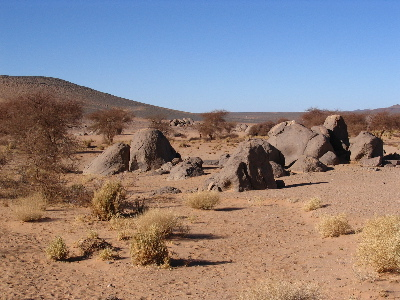
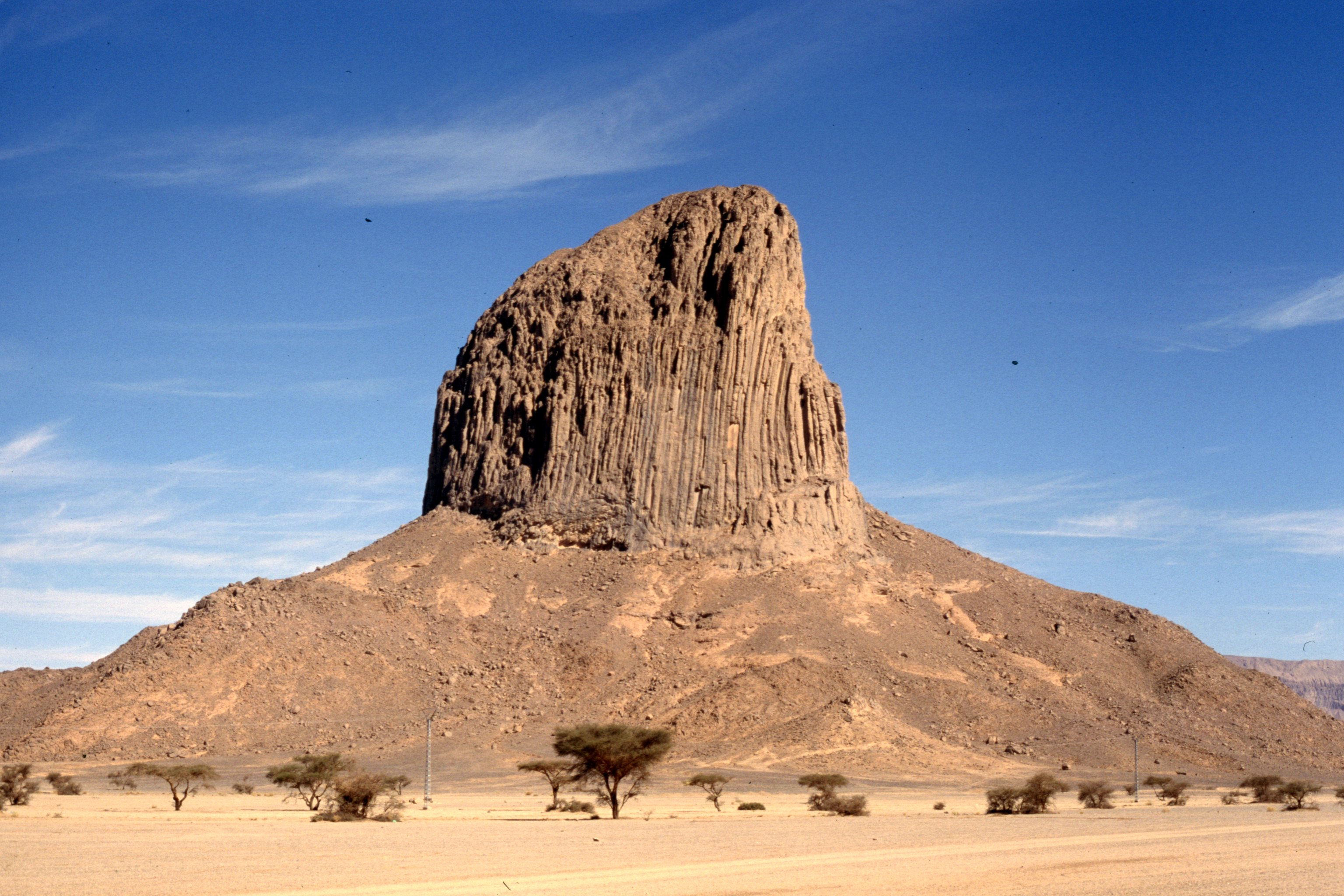
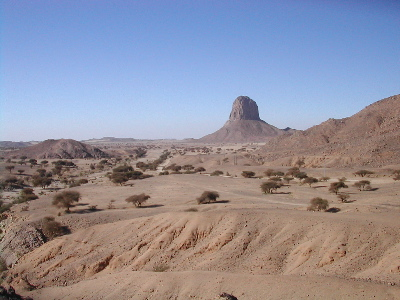
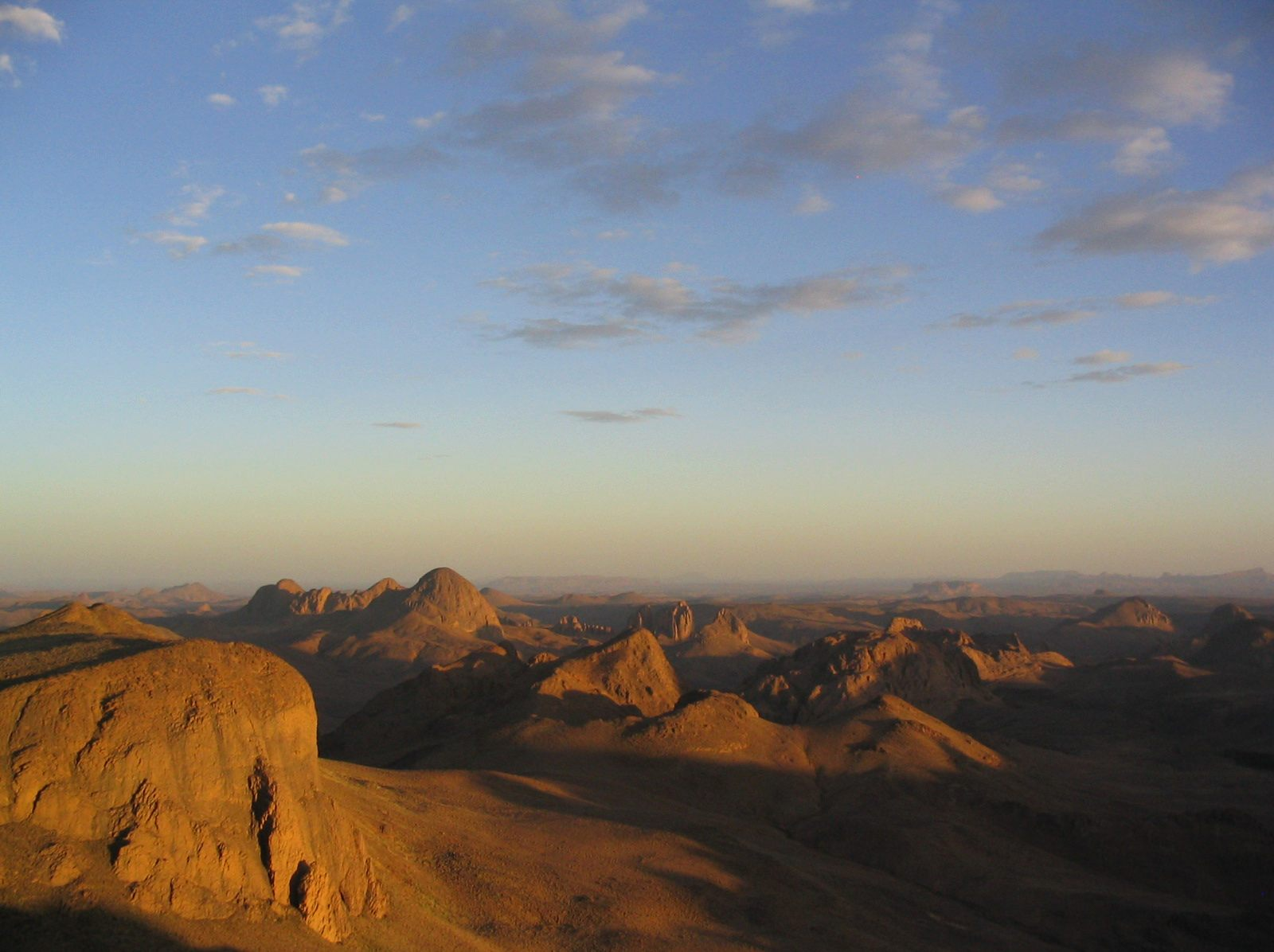
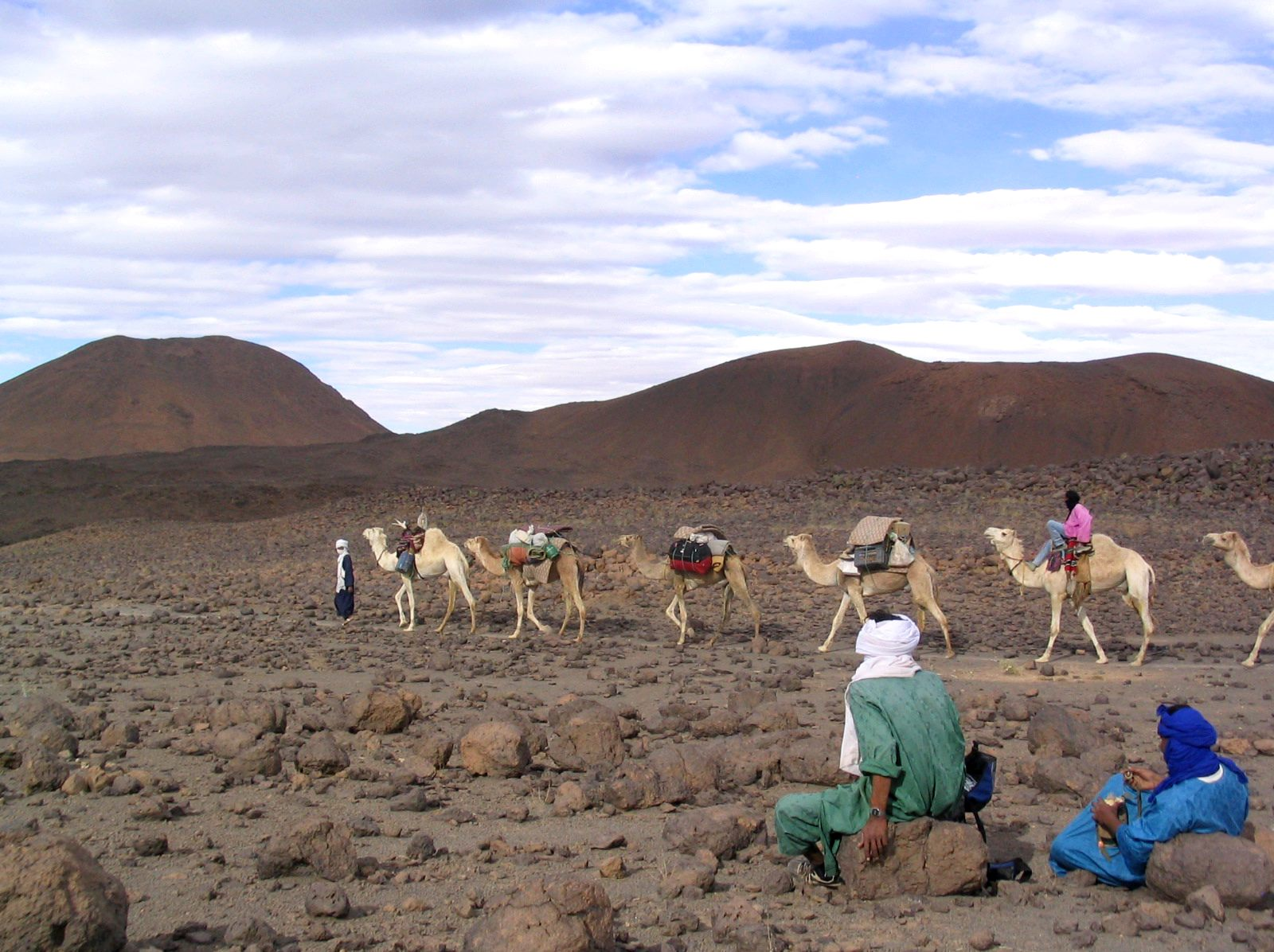
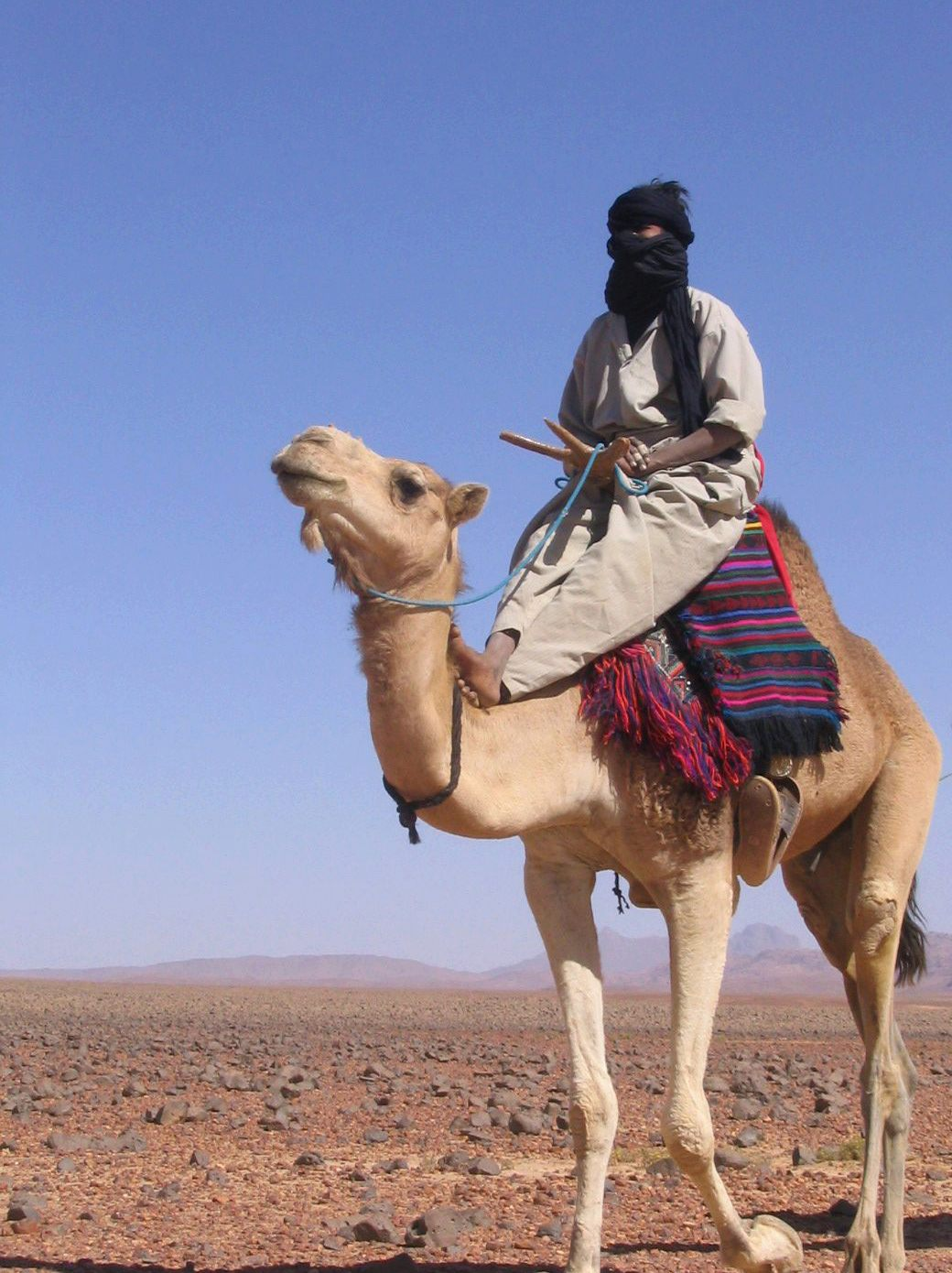
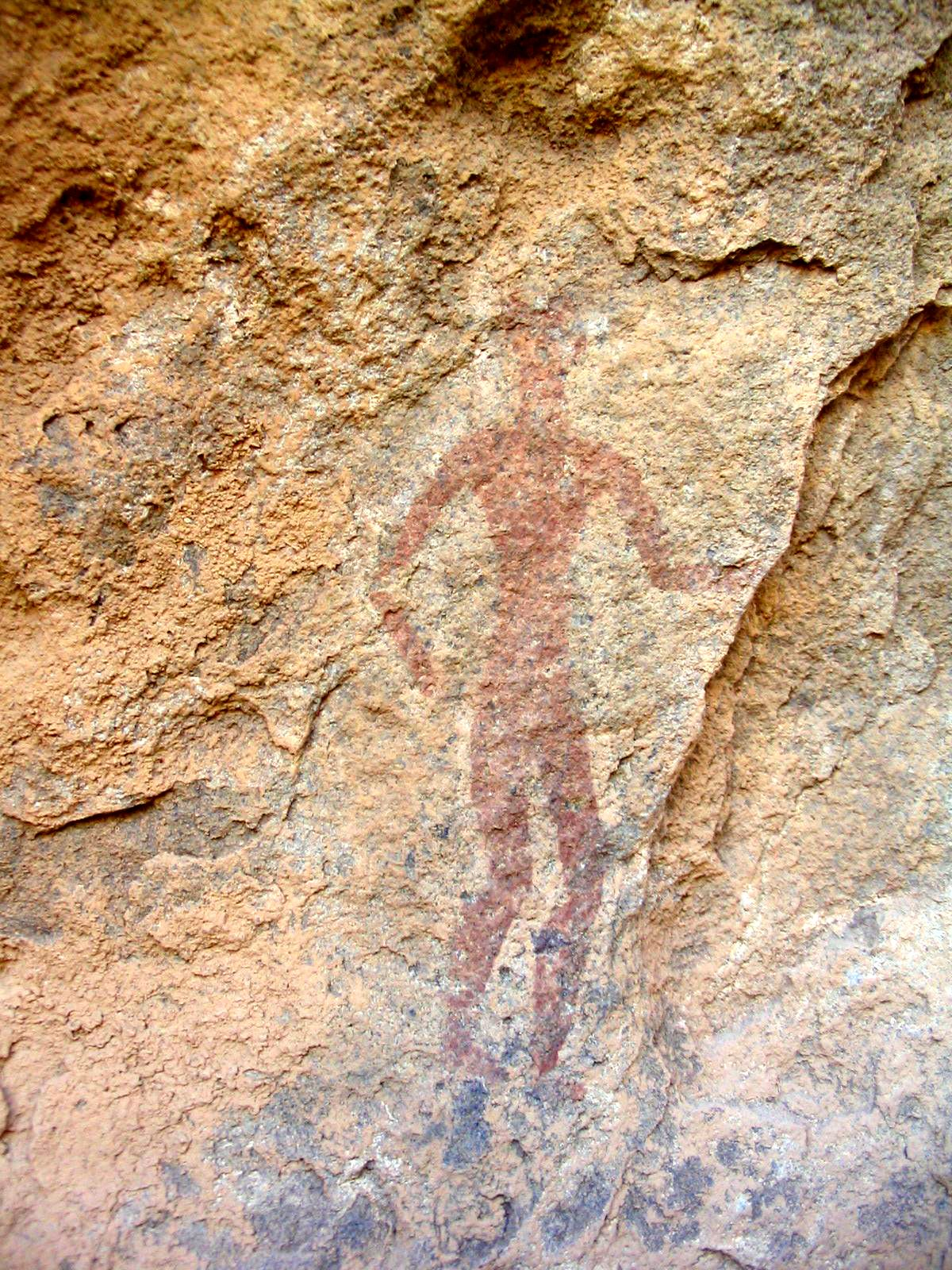
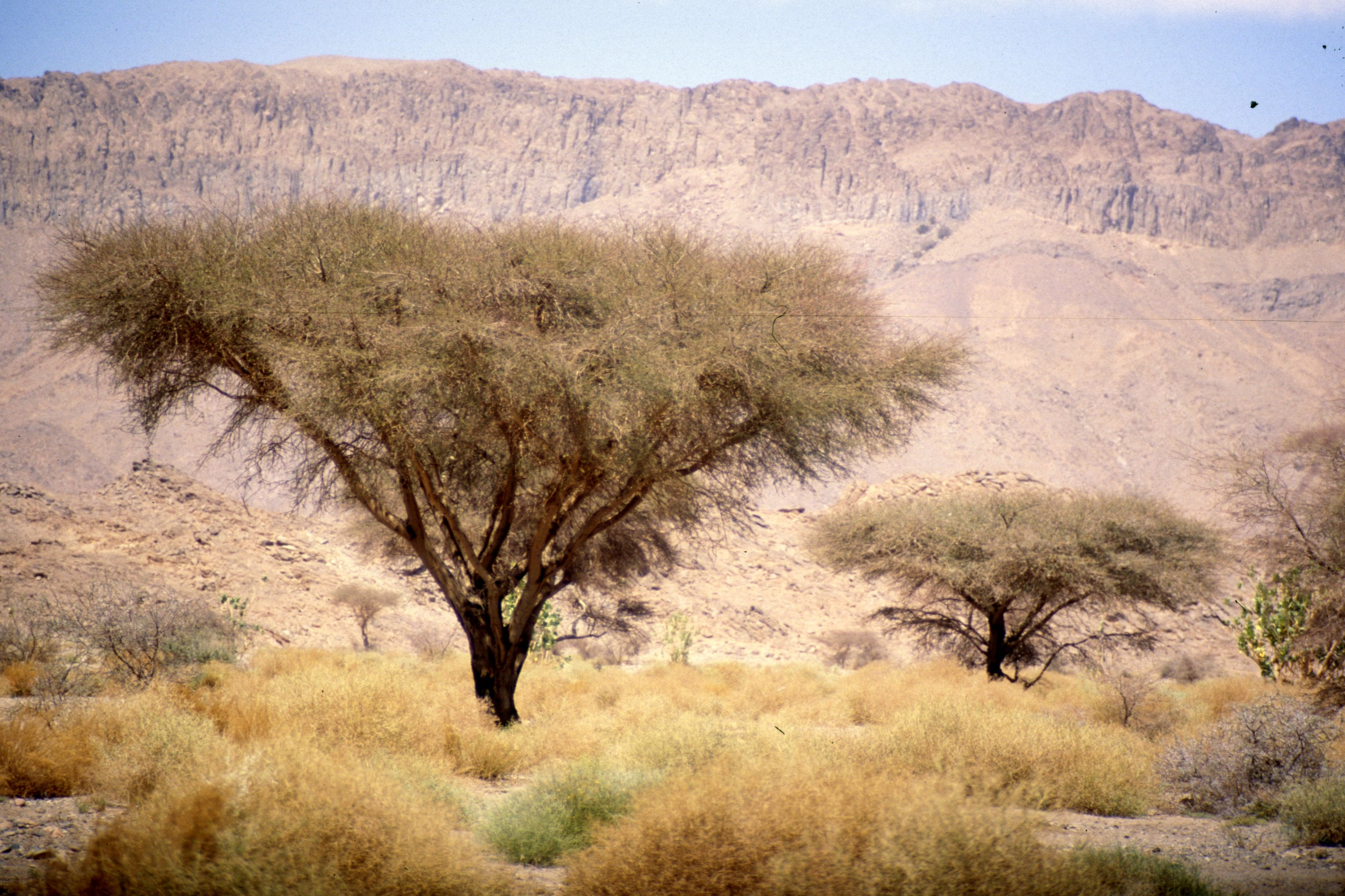
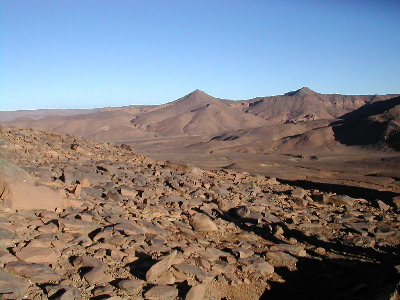
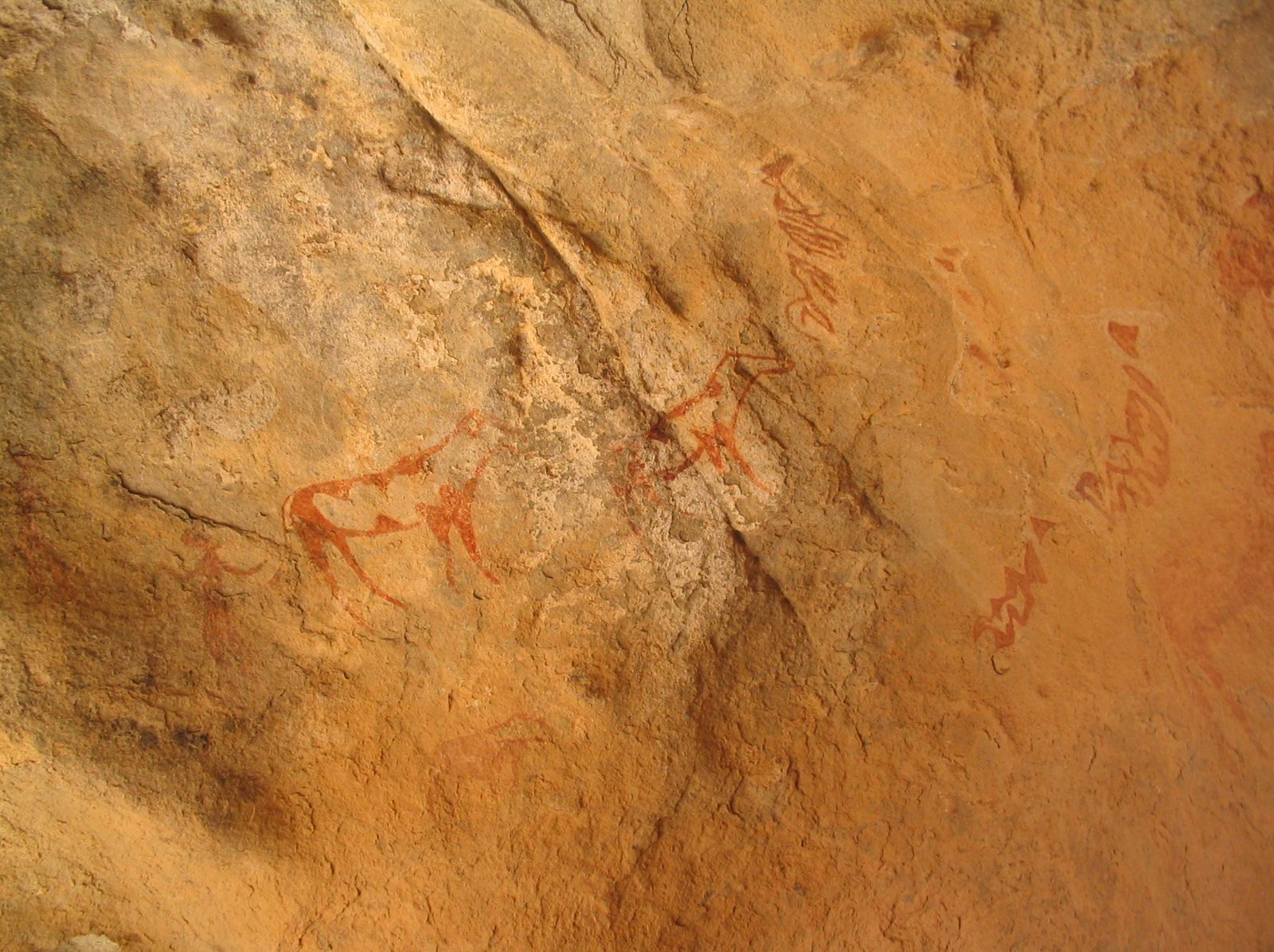